# Ascotis furcaria
Ascotis furcaria là một loài bướm đêm trong họ Geometridae.